# Гоночний велосипед

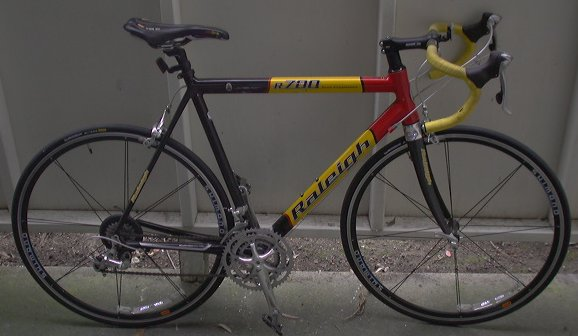
Алюмінієвий шосейний велосипед для гонок і побудований з використанням компонентів Шимано. У колесі мало спиць для зменшення опору повітря.

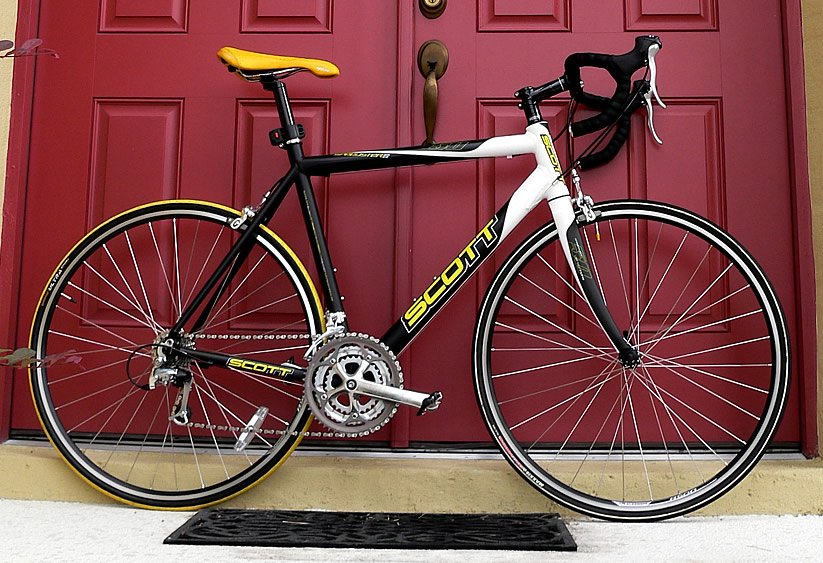
Дорожній велосипед виготовлений компанією Scott.

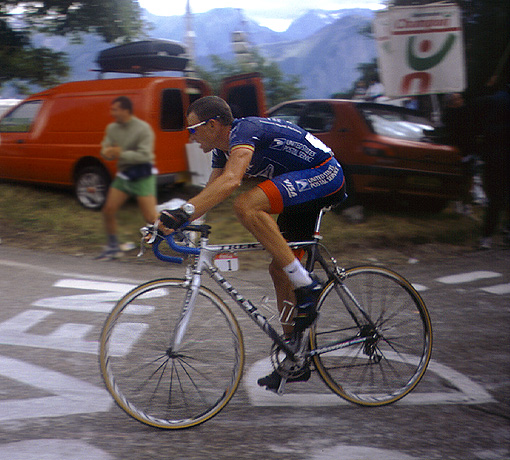
Велосипедна постава часто використовується на шосейному велосипеді

Гоночний велосипед, також відомий як шосейний велосипед, це велосипед сконструйований для швидкісної їзди (велогонок, веломарафонів) по дорогах з хорошим асфальтовим покриттям, відповідно до правил Союзу велосипедистів (UCI). Правила UCI були змінені в 1934 році, щоб виключити лежачі велосипеди (лігеради).
Найбільш важливими характеристиками гоночного велосипеда є його вага і жорсткість,[джерело?] які визначають ефективність від сили удару педалі гонщика, яка потім перенеситься на привід, а згодом і на колеса. Для цього розробники жертвують комфортом гоночного велосипеда заради швидкості. Велосипедне кермо (так звані баранячі роги) розташоване нижче сидіння для того, щоб посадити велосипедиста у більш аеродинамічній позі. Передні та задні колеса розташовані близько один до одного, тому велосипед швидко рухається. Коефіцієнти зубчастого передавача розташовані так, щоб велосипедист може рухатися за оптимальною швидкістю. Інші гоночні велосипеди, особливо ті, які використовуються під час випробувань, надають перевагу аеродинаміці над комфортом.

## Відмінність між шосейними велосипедами та іншими
Велосипеди для гонок на велотреках — це трекові  велосипеди; велосипеди для гонок по бездоріжжю — це гірські велосипеди, велокросові велосипеди або цикл-спідвей велосипеди; велосипеди — лігеради, які, на плоскій поверхні землі є найшвидшими велосипедами в світі. Вони були виключені з UCI визначення велосипедів 1 квітня 1934 року.
Пробні велосипеди є підмножиною дорожніх велосипедів, які призначені для роздільного старту. Правила UCI для цих велосипедів є трохи менш регламентарними, ніж ті, що стосуються «масових стартових перегонів» (див. Правила 1.3.020 до 1.3.023).
Велосипеди тріатлону відповідають правилам Міжнародного союзу тріатлонів (МСЕ), які дозволяють більш сучасні технічні розробки, ніж правила UCI.
Тріатлонні велосипеди відповідають правилам Міжнародного союзу тріатлонів (ITU), які дозволяють більш сучасні технічні розробки, ніж правила UCI.

## Рама
Рама шосейного велосипеда, згідно з правилами UCI, повинна бути побудована за допомогою «основного трикутника» з трьома прямими трубчастими формами — верхньої труби, нижньої труби та трубки для сидіння.
Однак ці три трубки та інші частини рами не повинні бути циліндричними, а багато гоночних велосипедів мають рамки, які використовують альтернативні форми. Традиційно верхня труба гоночного велосипеда розташована близько до паралелі з землею, коли велосипед знаходиться у нормальному вертикальному положенні. Деякі гоночні велосипеди, однак, мають верхню трубку, яка схиляється в напрямку задньої частини велосипеда; «компактна» геометрія рамки була популяризована фірмою Giant.[джерело?]
Виробники рами можуть вільно використовувати будь-який матеріал, який вони обирають для виготовлення. В більшості випадків рами для гоночних велосипедів були виготовлені із сталевих труб. Крім того, успішно використовуються у гоночних велосипедах алюмінієві і титанові сплави. Гоночні велосипеди з цих трьох матеріалів все ще доступні на ринку, і вони все ще використовуються деякими любительськими гоночними велосипедистами для стадіонних гонок. Проте практично всі професійні велосипедисти з дорожніх перегонів тепер використовують рами, побудовані з таких композитних матеріалів, як вуглецеве волокно[джерело?]. Тому нині типовий рама (каркас) гоночного велосипеда з вуглецевого волокна важить менше 1 кг (2,2 фунта).
Після введення у виробництво велосипедних рам карбонового волокна, форма трубок, що складають каркас, все більше відхиляється від традиційного циліндра, щоб змінити характеристики їзди на велосипеді, зменшити вагу або просто досягти стильової диференціації. Проте нещодавня тенденція у дизайні конструкції каркаса гоночного велосипеда, як стверджується, з метою зменшення аеродинамічного опору, використовує багато нових дизайнерських особливостей з часу появи перших тріал-велосипедів. Хоча багато професійних гонщиків використовують такі велосипеди, особливо з 2012 року, коли вони були універсально прийняті в професійному пелотоні.[джерело?]

## Гоночні колеса і шини
На більшості шосейних велосипедів використовуються велосипедні колеса 700С (діаметр шириною 622 мм) із шириною шини 20-25 мм. Колеса значно впливають на продуктивність гоночного велосипеда. Обід колеса може бути сформований трикутним поперечним перерізом для більшої аеродинамічної ефективності у вигляді краплі. Проте, під підйомів на пагорби, втрати енергії через велику вагу аеродинамічності колеса переважають аеродинамічний опір при спуску, тому традиційний легкий ободок з коробками-секціями часто використовується для швидшого руху.
Колесо в момент інерціїє суперечливим предметом. У цій статті: Теорія коліс [Архівовано 14 січня 2010 у Wayback Machine.], автор здійснює деякі розрахунки ефектів використання коліс. Момент інерційних змін призводить до зниження ват у діапазоні від 0,004 до 0,022 %, а нижча маса забезпечується між 0,2 та 0,46 %, а краща аеродинаміка забезпечена між 0,6 та 1.8 % зниженням потужності. Таким чином, колісний момент інерційного ефекту не є помітним і важливим. У той же час, продукт, запущений в 2008 році для динамічної зміни обертання інерції велосипедних коліс, стверджує, що «перевершив стандартне еквівалентне колесо на 5,6 секунди / милю».
Для кращої аеродинаміки та обертаючої ваги, як правило, краще зменшити кількість спиць у колесі. Для високотехнологічних колісних пар, спиці можуть мати форму, що має лопаткове поперечину, що додатково зменшує опір вітру.
Найбільш поширеним матеріалом для обода колеса є алюмінієвий сплав, з формованими вуглецевими волокнами, що є популярним вибором для про-рівня гонщиків і ентузіастів. Колеса з вуглецевого волокна легші при тій же формі з алюмінію, що дозволяє гонщикам вибирати «глибші», більш аеродинамічні диски без перевищення ваги. Такі колеса коштують дуже дорого, але вони часто крихкі. Гонщики для змагання часто собі як мінімум дві пари коліс: більш важкі але і більш міцні та дешеві колеса для тренувань. І більш легкі, але і більш аеродинамічні колеса — для гонок. Гонщиків з більшими можливостями можуть собі обрати декілька гоночних колісних пар в залежності від курсу та погодних умов: більш глибокі колісні диски втрачають свою аеродинамічну перевагу і їх стає важко контролювати при сильному бічному вітрі, а на гірських курсах максимально легкі колеса може бути кращим для деяких гонщиків.
Щоб зменшити опір повітря і коефіцієнт опору коченню на дорозі використовують легкі і вузькі шини, що мають тонкий і рівний протектор. Вони накачуються до високого тиску, зазвичай близько 8 бар (820 кПа/120 фунтів на квадратний дюйм); Шини для гоночних треків шини можуть бути накачані до майже 14 бар. До недавнього часу на більшості гоночних велосипедів використовували трубчасті шини, які не мали кульок: вони зшиті навколо трубки і прикріплені до обода. Ці шини забезпечують перевагу у вазі (бракує відносно важкого дротяного бісеру), стійкості до зчеплення, затиску та щипці, але їх головна перевага полягає в можливості використовувати дуже легкий простий, коробчатий перетин обода, а не U-подібний Клінчестер обода.
U-образний клеммник повинен бути зроблений з відносно важких, щоб запобігти тиску в шинах від поширення своєю природою слабких форм U, дозволяючи шині відходити від обода. Однак прогрес у технології шин був набагато більш практичним (завдяки більшій легкості змінюваності) шина clincher (beaded) закривала цю проблему.
Деякі виробники створюють трубчасті-скоби шини, де гума шиється навколо трубки у формі кульки, але є проблеми щодо ефективності трубчасто-клінчерного колеса. Прихильники вважають, що він володіє всіма перевагами трубчастої шини, зробленої для того, щоб відповідати обриву клинчера, проте критики стверджують, що конструкція має і ряд недоліків, притаманним обом системам — вага протектора все ще висока, шина дорожча, ніж стандартна клінкер-шина. Від так, ремонт проколу на трубчастому клінчері дуже незручний у порівнянні із стандартною трубчастою шиною. Проте особлива перевага конструкції трубчасто-клінчера полягає в тому, що ризик прищемити резину є дуже низьким (наприклад, трубчастих шин), але це дозволяє використовувати більш популярні клінчера колеса.

## Гоночні компоненти
Компоненти для дорожніх велосипедів називаються групами. Якість деталей цієї групи визначається, наскільки вишукано виглядає велосипед, яке йому потрібне технічне обслуговування, і як це все сприяє продуктивності велосипеда. Три основні виробники групових комплектуючих для гоночних велосипедів — Шимано, SRAM і Кампаньоло. Деякі компанії виробляють лише окремі компоненти групової групи, такі як Full Speed Ahead (часто скорочуються до FSA). Компанії мають різні стратегії дизайну, а деякі різні конструкції стратегії, а деякі велосипедисти велику лояльність до бренду.
На початку 1990-х років компанія Шимано представила подвійний контроль з системою під назвою Total Integration Shimano (ІПСШ). ІПСШ характеризується своїми комбінованими важелями для гальмування та перемикання передач, або «брифтовими». Раніше перемикачі встановлювалися на стержні, на кінці ручки або на трубці рами. Подвійний контроль вирішив проблему переміщення руки на перемиканні передач. Після STI пішов конкуруючий Кампаньоло / Sachs Ergolever. SRAM використовує технологію, яка відома як Double Tap для їх інтегрованого перемикача / гальма. Крім цього, загальний дизайн гоночного велосипеда мало змінився з розвитком перемикачів.
Рівні групових груп, які пропонують ці компанії, такі: від найвищого до найнижчого рівня. Номер у дужках позначає кількість зубців на вільному ходу. Shimano: Dura Ace DI2 (11s) Dura-Ace (11s), Ultegra (11s), 105 (11s), Tiagra (10s), SORA (9s), Claris (8s), Tourney A070 (7s). Кампаньоло: Суперзапис (11с), Запис (11с), Приз (11с), Афіна (11с), Кентавр (10с), Велоце (10с), Міраж (10с), Ксенон (10с). SRAM: Червоний (11s), Force (11s), Rival (11s), Apex (10s).
У середині 1990-х років Mavic, відомий своїми колісними парами, запровадив електронну систему переміщення, яка була започаткована в «Тур де Франс» американцем Грегом Лемондом, а пізніше британцем Кріс Бордменом, який сподобався тому, що система дозволила йому перейти з його керма і його гальмівних важелів. Система не прижилася через технологічні труднощі.
На початку березня 2006 р. деякі велосипедисти були помічені під час їзди з Shimano електронними переміщеннями груп. Подальше тестування в про-рядах тривало протягом наступних 2-х років. Наприкінці 2009 року компанія Shimano випустила свою електронно-зміну групу Dura-Ace Di2, що складається з акумуляторних батарей, сервоприводів з переднім та заднім перемикачами, контрольованих за допомогою електронних кронштейнів або гальмових важіль. Інші компоненти, такі як колінчастий та гальмівний диск, є переносами зі стандартної групи Dura-Ace 7900.
Нещодавно в 2010 році Campagnolo офіційно оголосив про завершення їх ще названою електронним перемиканням групового набору. Відкритий як частина нового шосейного велосипеда Pinarello Dogma Giro d'Italia, новий електронний груповий блок, як видно, подібний до групи Shimano's Dura Ace Di2, оскільки він об'єднує існуючою верхньої частини лінії 11-ї швидкості Super Record частин, таких як колінчастий і brakeset з новою батареєю powered, серво-приводом передніх та задніх перемикачів, контрольованих через бездротову мережу з допомогою електронного Ergopower -стильового гальмування важіль / shifter (перемикання). Жодна конкретна інформація про операцію, продуктивність чи ціну групи не була випущена, але Campagnolo оголосив, що іспанська команда Movistar, що працює над велосипедом, буде першою професійною командою, що використала свою електронну систему передач у 2011 році.
Вуглецеві волокна також стають все більш популярними для виробництва компонентів. Shimano, Campagnolo та SRAM впровадили вуглецеве волокно для своїх перемикачів високого класу, гальмівних важелів, коліс та частин їх перемикачів. Стовбури вуглецевого волокна, кермо, підошви для взуття, вилки та підсідальні штирі також стають все більш поширеним явищем, включаючи комбінації комплексних стовбурових / рульових стійок. Переваги вуглецевого волокна: мала вага, а також підвищена вібрація демпфування, що приводить до більш комфортної їзди.

## Інші види використання
Для відпочинку, велоспорту на шосейних велосипедах дорожнього стилю з підвісним кермом були нормою в 1980-х роках, а також туристичний велосипед (велосипед з панорамним кермом з трохи більш довгою колісною базою, що забезпечує більш гладку їзду та меншу чутливість до керування та порушення балансу). Ці конструкції, названі «дорожніми (міськими) велосипедами» або в просторіччі, «шосейники» чи «гоночні велосипеди», стали менш популярними в останні роки[коли?]. Геометрія гірського велосипеда з його прямим кермом та вертикальним сидячим положенням (нагадуючи міський велосипед), перейшли у високопродуктивні простори, а високі обсяги виробництва значно знизили витрати.
Завдяки зниженню опору повітря і кращому положенню кузова для штовхання, шосейні велосипеди, як правило, більш ефективні для використання на рівних дорогах. Велокрос-велосипеди, які використовуються для перегонах по бездоріжжю, ближчі до гоночних велосипедів, ніж до гірських велосипедів. Вони мають ширші шини та консольні гальма замість супорта гальма, але все ще менш ефективні, ніж гоночні мотоцикли на більш високих швидкостях.

## Правила UCI
Правила UCI в даний час визначають, що шосейний велосипед має такі характеристики:
- бути транспортним засобом із переднім колесом, керованим кермом і заднім колесом, яке запускається системою, що включає педалі та ланцюг за ногами, що рухаються в круговому русі;
- що єдиними точками опори є такі: ноги на педалях, руки на кермі та сидіння на сідлі;
- колеса мають бути однакового діаметра, від 70 см до 55 см, і мати мінімум 12 спиць; спиці можуть бути круглими, сплюснутими або овальними, оскільки розмір їх секцій не перевищує 10 мм
- максимальна довжина 185 см
- максимальна ширина 50 см
- висота сідла має бути не менше 5 см позаду вертикальної площини, що проходить через шпиндель нижнього кронштейна;
- сидіння повинно бути довжиною від 24 до 30 см;
- відстань між шпинделем нижнього кронштейна та землею повинна бути від 24 до 30 см;
- відстань між вертикаллю, що проходить через шпиндель нижнього кронштейна і шпинделем переднього колеса повинна бути від 54 до 65 см.
- відстань між вертикаллю, що проходить через шпиндель нижнього кронштейна та шпинделя заднього колеса повинна бути від 35 до 50 см.
- максимальна внутрішня відстань між кінцями передньої вилки становить 10,5 см, а задньої — 13,5 см;
- мінімальна маса 6,8 кг (14,99 фунтів)
- рама повинна бути побудована навколо головного трикутника, побудованого з трубчастих елементів (які можуть мати не кругові поперечні перерізи) такими, що форма кожної обкладинки пряма;
- Максимальна висота елементів рами повинна бути 8 см, а мінімальна товщина 2,5 см.
- Мінімальна товщина повинна бути зменшена до 1 см для тримання ланцюга і місця для сидіння. Мінімальна товщина елементів передньої вилки повинна бути 1 см; вони можуть бути прямими або викривленими. Верхня труба може нахилятися, за умови, що цей елемент підходить у горизонтальному шаблоні, визначеному максимально висотою 16 см і мінімальною товщиною 2,5 см.

Зазначимо, що правила щодо розмірів велосипеда дозволяються винятком, оскільки учасник може продемонструвати морфологічну потребу у винятках в залежності від розміру кінцівок або інших факторів.
Ці правила ефективно та цілеспрямовано виключають лежачі велосипеди, і зробили так з 1934 року.

## Міські велосипеди для негоночного використання
Міські велосипеди призначені для повсякденного використання і відпочинку, часто позначаються як «спортивні» велосипеди або «фітнес-велосипеди» (англ. dropped-bar fitness bikes). Вони мають багато спільного з конкурентоспроможним гоночним велосипедом, але геометрія рами розслаблена, щоб зробити велосипед більш комфортним на великих відстанях, хоч і менш ефективним для коротких сплесків швидкості. Вони, як правило, мають більш широкий діапазон передавальних чисел (з великими пробілами між коефіцієнтом) і менше високотехнологічні гоночні характеристики.